# 주제프 마리아 바르토메우

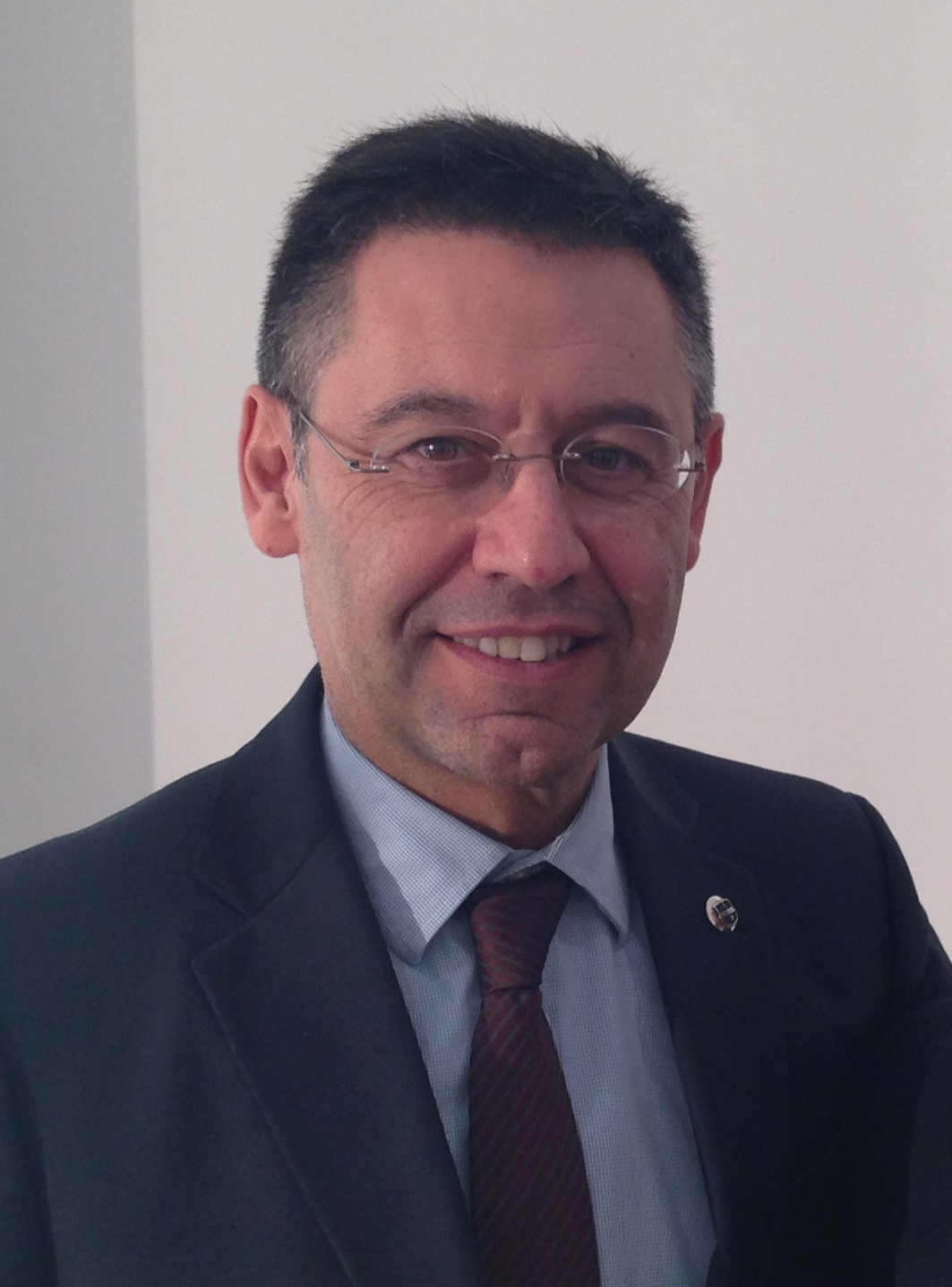
주세프 마리아 바르토메우

주제프 마리아 바르토메우 이 플로레타(Josep Maria Bartomeu i Floreta, 1963년 2월 6일 ~ )는 FC 바르셀로나의 제40대 회장이다. 
임기는 2014년 1월 23일부터 시작해 2020년 10월 27일 사임으로 끝났다.